# Momcilovți, Smolean
Momcilovți (în bulgară Момчиловци) este un sat în comuna Smolean, regiunea Smolean,  Bulgaria. 

## Demografie
Componența etnică a satului Momcilovți
     Bulgari (97,6%)
     Nicio identificare (2,39%)
     Altele (0%)
La recensământul din 2011, populația satului Momcilovți era de 1.294 locuitori. Din punct de vedere etnic, majoritatea locuitorilor (97,6%) erau bulgari. Pentru 2,39% din locuitori nu este cunoscută apartenența etnică.